# Poór Lili-díj
A Poór Lili-díj az Erdélyi Magyar Közművelődési Egyesület által magyar színésznők elismerésére adományozott díj.

## Odaítélése
A díjat 1992 óta kiemelkedő teljesítményt elérő színésznőknek, vagy szakmailag is nagy jelentőségű évfordulóhoz érkező kortárs színésznőnek adományozzák. A díj névadója Poór Lili (1886–1962) erdélyi magyar színművész volt.

## Díjazottak
- 2023 Tokai Andrea[2]
- 2022 D. Albu Annamária[3]
- 2021-ben nem adták ki a díjat
- 2020 Fincziski Andrea(wd)[4]
- 2019 Szabó Enikő(wd)[5]
- 2018 Egyed Apollónia(wd)[6]
- 2017-ben nem adták ki a díjat
- 2016 Bartalis Gabriella(wd)[7]
- 2015 Albert Csilla(wd)[8]
- 2014 Varga Csilla(wd)[9]
- 2013 Panek Kati[10]
- 2012 Albert Júlia[11]
- 2011 Halasi Erzsébet [12]
- 2010 Kézdi Imola[13]
- 2009 Kovács Éva
- 2007-ben nem adták ki a díjat
- 2008 Balázs Éva[14]
- 2006 Biluska Annamária[15]
- 2005 Bicskei Daróczi Zsuzsa[16]
- 2004 Molnár Gizella
- 2003 Fábián Enikő(wd)
- 2002 F. Márton Erzsébet(wd)
- 2001 Méhes Kati[17]
- 2000 B. Fülöp Erzsébet[18]
- 1999 Borbáth Júlia[19]
- 1998 Lőrincz Ágnes[20]
- 1997 Farkas Ibolya
- 1995 Spolarics Andrea
- 1994 Elekes Emma
- 1993 Dorián Ilona
- 1992 Orosz Lujza[1]